# Burning Blue (opera teatrale)
Burning Blue è un'opera teatrale del drammaturgo statunitense D.M.W. Greer, portata al debutto a Londra nel 1995.

## Trama
I tenenti Daniel Lynch e Will Stephensen sono piloti di McDonnell Douglas F/A-18 Hornet della marina statunitense e amici di vecchia data. Il loro sogno è di essere i più giovani piloti ad essere ammessi al programma spaziale statunitense, ma un problema alla vista di Will causa un incidente che spinge gli NCIS ad investigare su entrambi.
L'amicizia tra Will e Daniel si incrina con l'arrivo di un terzo pilota, Matt Blackwood, di cui Lynch diventa rapidamente un amico intimo. L'indagine di John Cokley nell'NCIS porta alla luce pettegolezzi che parlano di Matt e Dan come di una coppia gay, proprio mentre i due si innamorano l'uno dell'atro. Quando Matt decide di lasciare la moglie per stare con Dan, un ulteriore oscuramento della vista, porta William a causare un collisione in volo, nella quale Matthew perde la vita. Ciò determina un'accelerazione nelle indagini, con interrogatori dei piloti sulla loro presunta omosessualità. L'inchiesta si concentra quindi su Daniel, che rischia di essere condannato per condotta inadeguata. Quando giunge dinanzi alla commissione Daniel non accetta di firmare una dichiarazione che attribuirebbe al solo Matthew la responsabilità del loro comportamento.

## Storia delle rappresentazioni
Burning Blue è la prima opera teatrale di Greer, che la scrisse nel 1992. La pièce fece il suo debutto al King's Head Theatre di Londra nel 1995. Il dramma fu accolto positivamente dal pubblico e dalla critica e fu immediatamente riproposta nel più capiente Haymarket Theatre e poi all'Ambassadors Theatre del West End londinese. John Hickok curava la regia, mentre il cast comprendeva Tony Armatrading (Jones), Robert Bogue (Matthew Blackwood), Antony Edridge (Daniel Lych), Ian Fitzgibbon (Will Stephensen), Helen Kvale (Nancy/Tammi), Martin McDougall (Charlie Trumblo) e Tim Woodward (Cokely). Burning Blue ha vinto due Premi Laurence Olivier.
Nel 1996 Burning Blue è stato portato in scena a Città del Capo, a cui seguì un allestimento al Beit Lessin Theatre di Tel Aviv, dove rimase in cartellone per diciotto mesi di repliche. Nel 1988 Hickock ha diretto anche la prima statunitense del dramma al Court Theatre di Los Angeles, seguita nel 2002 da una produzione a San Francisco. Burning Blue è stato successivamente proposto sulle scene dell'Off-Broadway nel 2002, al Samuel Beckett Theatre dal 1º ottobre al 3 novembre 2002.

## Adattamenti
Nel 2013 Greer ha diretto l'omonimo adattamento cinematografico della sua pièce,  con Trent Ford, Morgan Spector e Tammy Blanchard.